# Чорна діра середньої маси

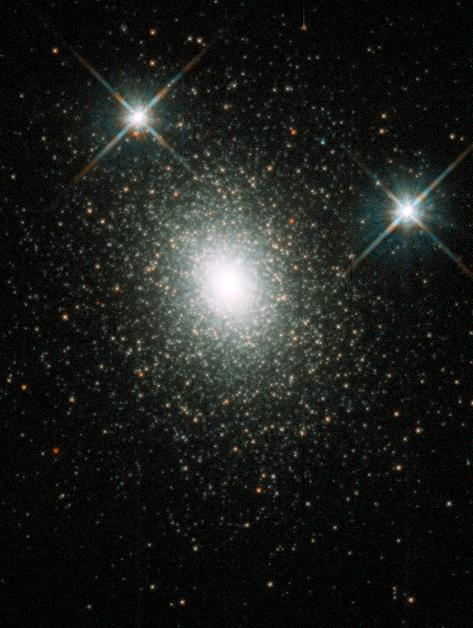
Кулясте скупчення Mayall II (M31 G1) є можливим кандидатом на існування чорної діри середньої маси в його центрі

Чорна діра середньої маси (англ. intermediate-mass black hole, IMBH) — це гіпотетичний клас чорних дір з масою в діапазоні від 100 до мільйона сонячних мас — більше, ніж у чорних дір зоряної маси, але менше надмасивних чорних дір.
Поки що немає прямого виявлення IMBH, але є лише непрямі підтвердження їх існування з різних напрямків.

## Спостережні докази
Найпотужніше свідчення існування IMBH походить з небагатьох активних ядер галактик низької світності. З огляду на їх активність, ці галактики майже напевно містять аккретуючі чорні діри і в деяких випадках масу чорної діри можна оцінити, використовуючи метод мапування реверберації (reverberation mapping). Наприклад, у спіральній галактиці NGC 4395, розташованій на відстані бл. 4 млн парсек, ймовірно міститься чорна діра з масою близько 3,6×105 мас сонця.
Деякі надяскраві джерела рентгенівського випромінення (ULX) в найближчих галактиках імовірно містять IMBH з масами від сотень до тисяч сонячних мас. ULX спостерігаються в регіонах зореутворення (наприклад, в галактиці зі спалахом зореутворення М82) і мабуть пов'язані з молодими зоряними скупченнями, які спостерігаються в цих регіонах. Однак тільки динамічне вимірювання мас з аналізу оптичного спектру зорі-компаньйона може підтвердити присутність IMBH як компактного акретора ULX.
Кілька кулястих скупчень вважаються такими, що містять IMBH, на основі вимірювань швидкостей зірок поблизу їх центрів; на фото показаний один кандидатів. Проте жодна із заяв про виявлення не витримала критики. Наприклад, дані про M31 G1, об'єкт, показаного на фото, можна однаково добре пояснити без масивного центрального об'єкта.
Додаткові докази існування IMBH можуть бути отримані з спостереження гравітаційного випромінювання подвійної зорі, яка складається з IMBH і компактного залишку або іншої IMBH.
Нарешті, співвідношення M–сигма, крім чорних дір зоряних мас та надмасивних чорних дір, передбачає існування чорних дір з масами від 104 до 106 мас Сонця у галактиках низької світності.

## Заяви про відкриття

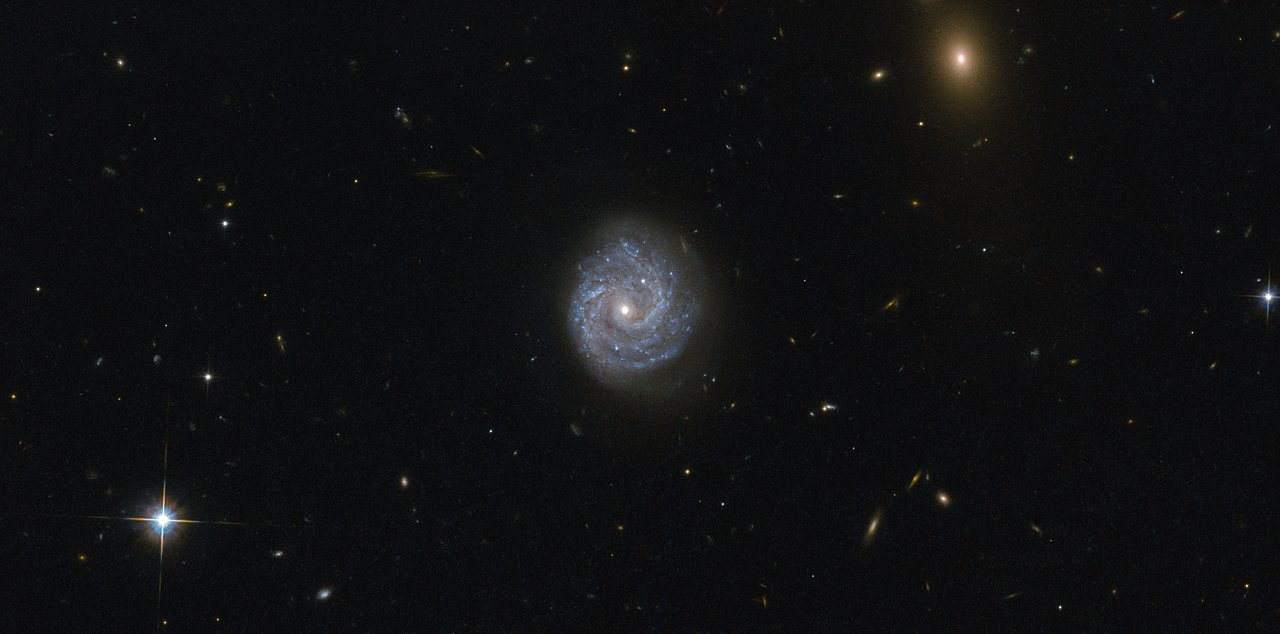
RX J1140.1+0307 це спіральна галактика, світліша в центрі, містить чорну діру середньої маси.

У листопаді 2004 року група астрономів повідомила про виявлення GCIRS 13E, першої чорної діри середньої маси в нашій Галактиці, яка обертається у трьох світлових роках від Стрільця A*. Середня чорна діра в 1300 сонячних мас знаходиться у скупченні із семи зірок, що можливо є залишком масивного зоряного скупчення, більшість зірок якого були поглинені Галактичним центром. Це спостереження може надати підтримку ідеї про те, що надмасивні чорні діри зростають, поглинаючи довколишні менші чорні діри і зорі. Проте в 2005 році німецька дослідницька група стверджувала, що наявність IMBH біля галактичного центру є сумнівною, засновуючись на дослідженні динаміки зоряного скупчення, щодо якого було висловлено ідею про існування IMBH. IMBH біля галактичного центру також може бути виявлено через її вплив на зорі, що обертаються навколо надмасивної чорної діри.
У січні 2006 року група вчених під керівництвом Філіпа Кааре з Університету Айови оголосила про відкриття квазіперіодичних коливань від кандидата у чорні діри середньої маси, виявленому з використанням інструменту НАСА «Rossi X-ray Timing Explorer». Довкола кандидата, M82 X-1, обертається зоря-червоний гігант, яка скидає свою атмосферу в чорну діру. Ні існування коливань, ні їх інтерпретація як орбітальний період системи повністю не приймаються рештою наукового співтовариства. Хоча така інтерпретація цілком прийнятна, стверджувана періодичність заснована всього на близько 4 циклах, а це означає, що вона цілком можливо може бути випадковою варіацією. А якщо періодичність реальна, то вона може бути або орбітальний період, як припустила зазначена група вчених, або над-орбітальний період в аккреційному диску, який спостерігається в багатьох інших системах.
У 2009 році група астрономів під керівництвом Шона Фарелла виявила HLX-1, кандидат у чорні діри середньої маси, з невеликим зоряним скупченням навколо неї, у галактиці ESO 243-49. Це свідчить про те, що можливо ESO 243-49 в минулому зіткнулась з галактикою HLX-1 і поглинула більшість речовини меншої галактики.
Команда радіотелескопу CSIRO в Австралії оголосила 9 липня 2012 року те, що вона виявила першу чорну діру середньої маси.
У 2015 році команда університету Кейо в Японії виявили газову хмару (CO-0.40-0.22) з дуже широким розподілом швидкостей. Вони виконали моделювання і прийшли до висновку, що модель з чорною дірою масою бл. 100 000 сонячних мас найкращим чином підходить для розподілу швидкостей.

## Теорії формування
Чорні діри середніх мас занадто масивні, щоб утворитись у результаті розпаду єдиної зорі, як вважається формуються чорні діри зоряних мас. А їх оточення не містить екстремальних умов, наприклад, високої щільності і швидкостей, спостережуваних в центрах галактик — що ймовірно веде до утворення надмасивних чорних дір.
Постульовано три сценарії формування IMBH:
- Перший — це злиття чорних дір зоряних мас та інших компактних об'єктів шляхом аккреції.
- Другий — побіжне зіткнення масивних зірок у щільних зоряних скупченнях і колапс результату зіткнення у IMBH.
- За третім сценарієм чорні діри середніх мас вважаються реліктовими, первинними чорними дірами, які утворилися в результаті Великого Вибуху.